# لاتسن
شهر لاتسن (به آلمانی: Laatzen) در ایالت نیدرزاکسن در کشور آلمان واقع شده‌است.